# 生子山城
生子山城（しょうじやまじょう）は、愛媛県新居浜市立川町にあった日本の城。

## 概要
中央構造線によって三角末端面を形成し、ほぼ東西一直線に新居浜平野との境を成す四国山地の一山塊上に立地する。西側には国領川が急峻な渓谷を形成して北流する。
『日本城郭大系』では、生子山城跡を元禄4年（1691年）に開坑した別子銅山の銅精練所跡である生子山（エントツ山、標高153メートル）地点と見なしており、別子銅山の採掘によって山が崩されたことで城跡の遺構は完全に消失したとしているが、現在の新居浜市の埋蔵文化財包蔵地地図では、生子山（エントツ山）と南東の標高300.5メートルのピークの2ヶ所を城跡と見ており、曲輪と堀切が残るとしている。
城跡へは、同市立山町の山根公園から登坂して生子山（エントツ山）に至り、さらに南東へ登り大山積神社奥宮を経て尾根筋に出ると、生子山城跡の標識のある地点に達する。
左手に20メートル進むと標高280.1メートルの新居浜平野と燧灘を一望できる見晴らし所に至る。右手に行くと鉄塔があり、その背後の急坂を登り、松山自動車道・山根トンネル直上にあたる標高300.5メートルの板ノ本三角点がある地点に登ると平らになっていて、中央に千手観音・地蔵菩薩・城主大明神の石仏を祀っている。
当城は、南北朝時代に松木通村または松木景村が築城したと伝わるが、裏付けとなる史料が存在しない。しかし南北朝以来、南朝方に属した松木氏（一条氏）が主な城主となり、戦国時代に至るまで続いた。
天正13年（1585年）7月に羽柴秀吉が四国征伐に乗り出し小早川隆景の軍が伊予国に侵攻すると、城主・松木安村は金子城の金子元宅らと共に高尾城へ入って小早川軍に抵抗したが戦死（天正の陣）、生子山城は鈴木重保が籠り防戦するも陥落し、廃城となった。

## 画像

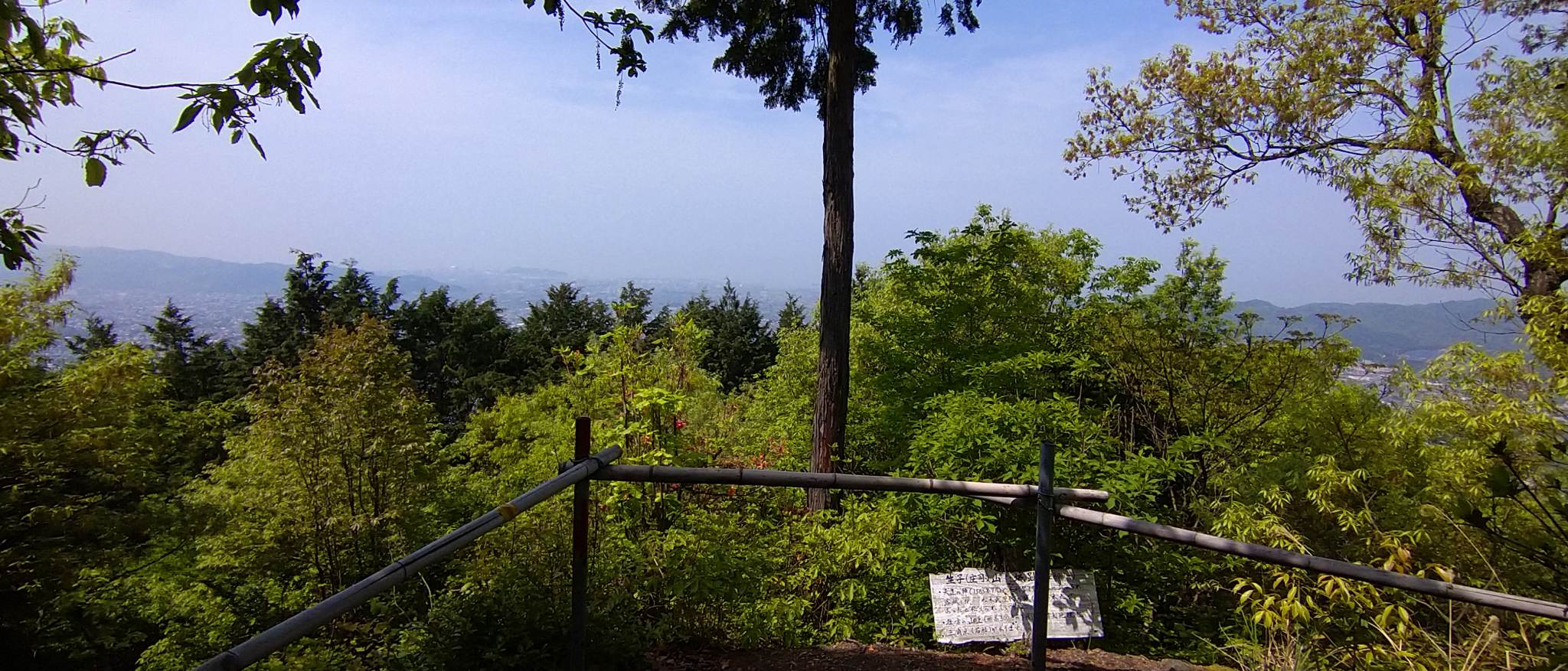
北側の見晴らし所（標高280.1ｍ
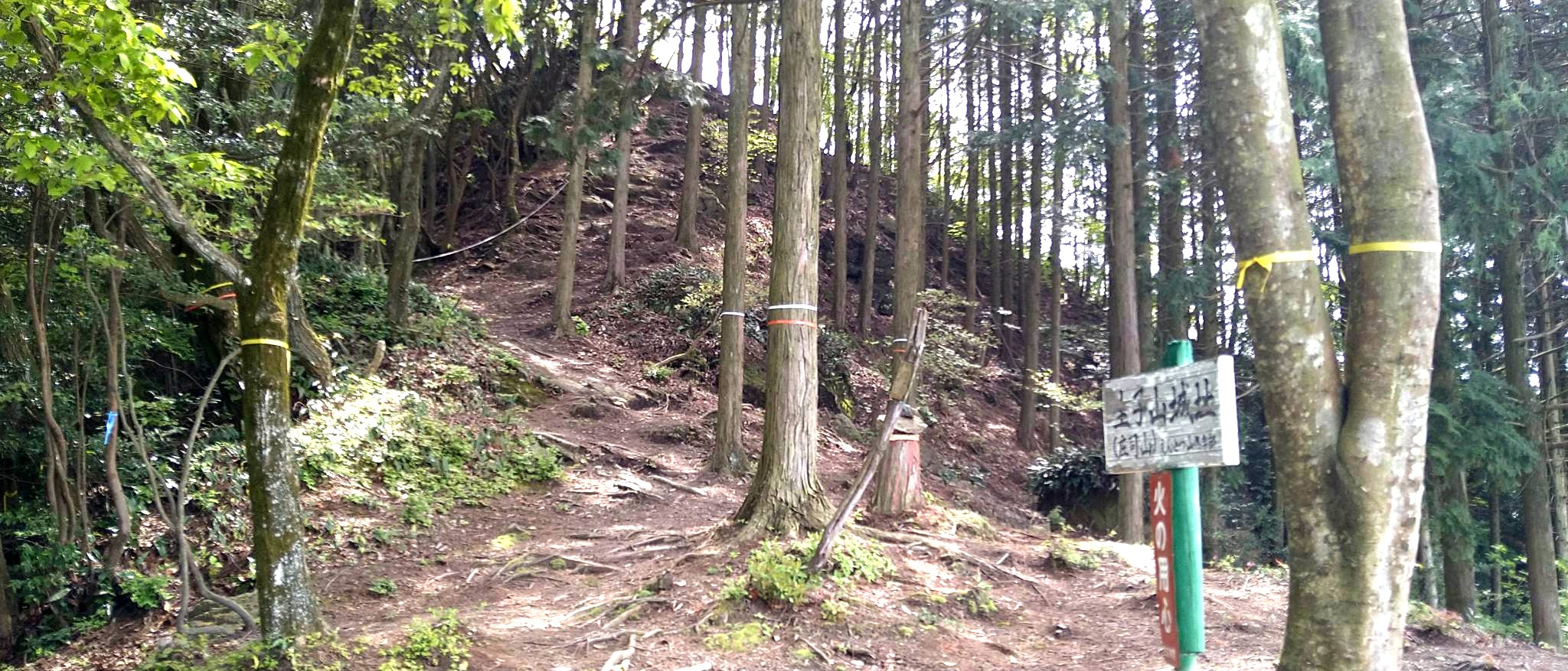
城跡の標高280ｍ地点（南方向
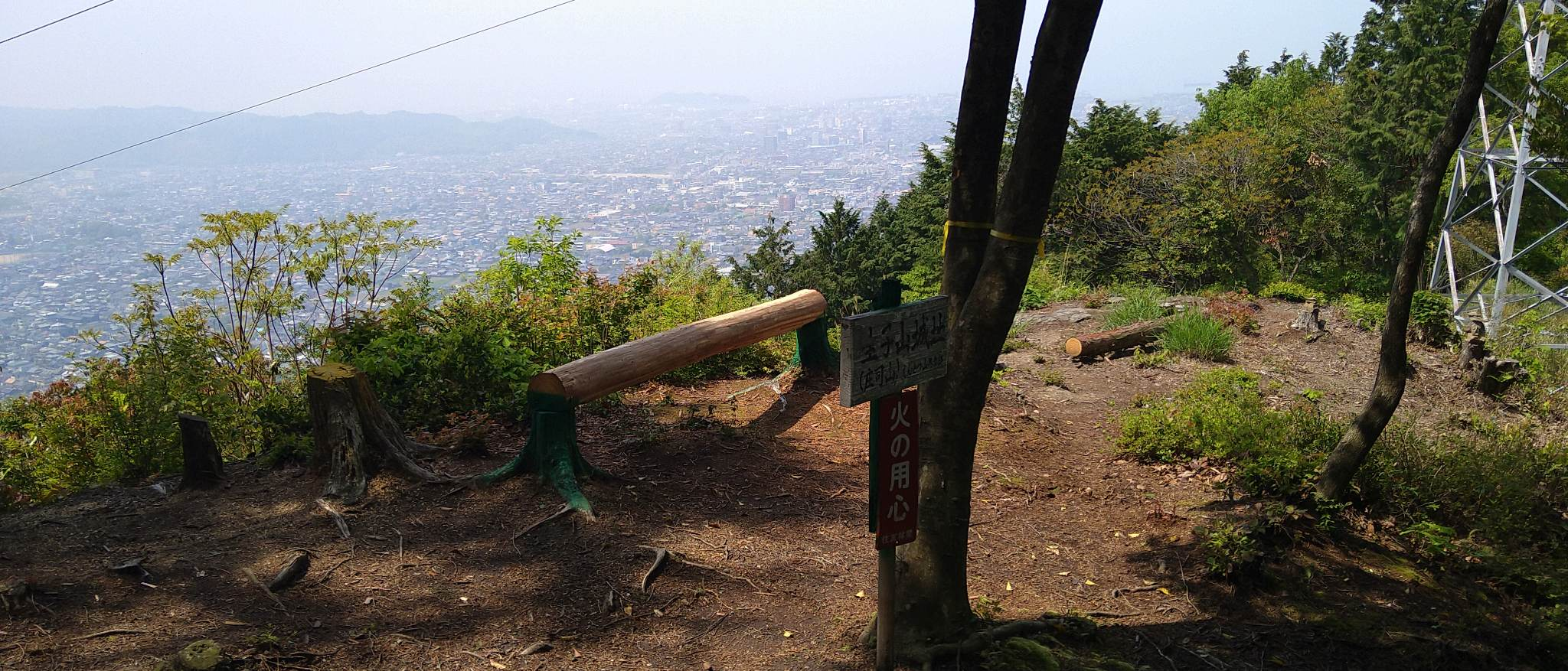
城跡の標高280ｍ地点（北方向
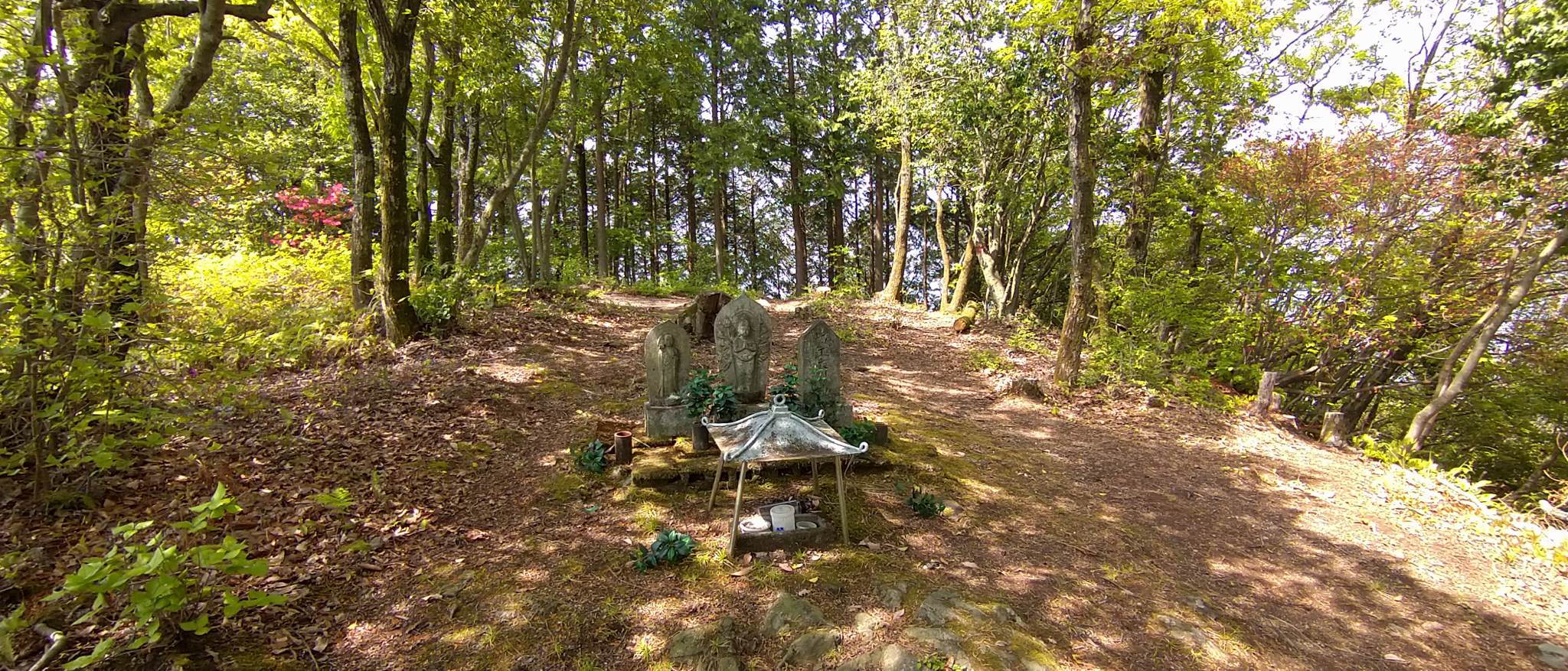
最高所で奥に四等三角点板ノ本300.5ｍ